# Bill Arnsparger
William Stephen Arnsparger, detto Bill (Paris, 16 dicembre 1926 – Athens, 17 luglio 2015), è stato un allenatore di football americano statunitense  della National Football League (NFL).

## Carriera da allenatore
Arnsparger iniziò a lavorare nella NFL come allenatore della defensive line dei Baltimore Colts, con cui raggiunse il Super Bowl III nel 1968, perdendolo coi New York Jets. Quando Don Shula lasciò i Colts per diventare capo-allenatore dei Miami Dolphins , portò con sé Arnsparger. In due stagioni, una franchigia precedentemente moribonda raggiunse il Super Bowl, con Arnsparger che diresse la difesa chiamata "No-Name Defense" con cui vinse due Super Bowl consecutivi, inclusa la prima e unica stagione della storia in cui una squadra rimase imbattuta.
Dopo i successi come coordinatore difensivo dei Dolphins, Arnsparger fu nominato capo-allenatore dei New York Giants, con cui vinse solo sette gare in trentacinque tentativi. Dopo l'addio ai Giants fece ritorno ai Dolphins con cui, grazie a una nuova difesa d'elìte soprannominata "Killer B's Defense", raggiunse un altro Super Bowl nel 1982, perdendolo coi Washington Redskins. Dopo la stagione 1983 passò tre stagioni ad allenare la squadra di football dell'Università della Louisiana. Tornò nella NFL nel 1992 come allenatore della difesa dei San Diego Chargers con cui raggiunse un altro Super Bowl nel 1994, perso contro i San Francisco 49ers.